# Monts Hybléens
Les monts Hybléens (Monti Iblei en italien) sont une chaîne collineuse située dans la partie sud-orientale de la Sicile. Le mont Lauro est le sommet le plus haut et a une altitude de 986 mètres. Sur les contreforts des monts Hybléens alternent collines calcaires et plateaux semi-désertiques.

## Toponymie
Le nom des monts Hybléens vient d'un roi sicule Hyblon qui régna sur ces lieux et concéda une portion de territoire aux Grecs pour bâtir Megara Hyblaea.

## Géographie

### Situation
Les monts Hybléens sont à cheval sur les provinces de Raguse, Syracuse, Catane.

### Villes
Les villes appartenant au territoire hybléen sont Modica, Raguse, Comiso, Vittoria, Chiaramonte Gulfi, Scicli, Avola, Ispica, Palazzolo Acréide, Noto, Vizzini, Licodia Eubea, Mineo, Sortino.

### Hydrographie
Depuis les monts Hybléens coulent plusieurs fleuves parmi lesquels les plus importants sont l’Irminio qui divise la plaine du nord au sud qui coule entre Modica et Raguse, le Dirillo, l'Ippari et le Tellaro, l'Anapo, le fleuve de Syracuse, le fleuve Manghisi-Cassibile, du sud à l'est.

### Géologie

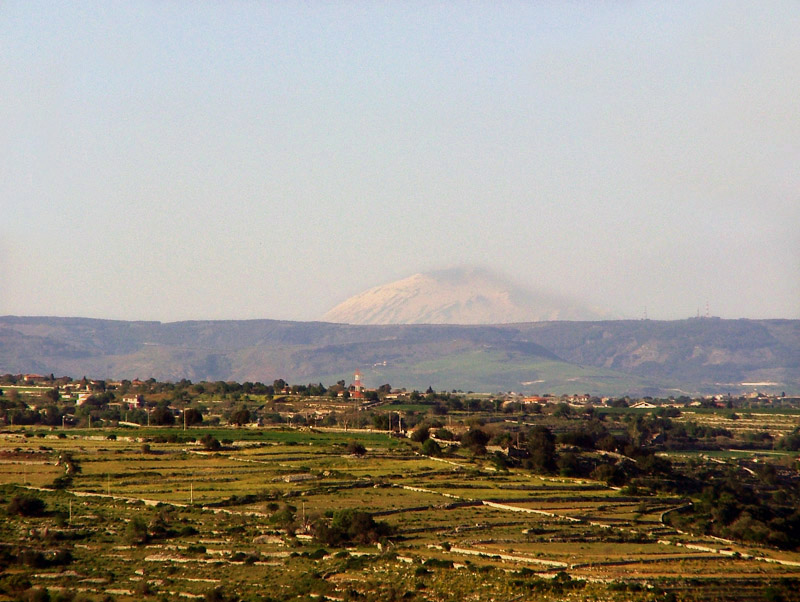
Panorama dans les monts Hybléens

Le complexe montagneux des monts Hybléens est constitué de calcaire. L'écoulement des fleuves a érodé la plaine formant de nombreux et profonds canyons. La roche est de type calcaire blanc. Plusieurs des formations géologiques sont riches en nodules et plaques de silex. Sur les zones côtières, près de la mer, on trouve la pierre sableuse, qui dans le Sud-Est de la Sicile est appelée « giuggiulena », car il s'effrite facilement. Les zones des monts Hybléens présentent également des roches d'origine volcanique comme celles que l'on trouve près du mont Lauro, faisant partie d'un complexe volcanique sous-marin, peut-être vieux de plusieurs millions d'années.

### Flore et faune
Espèces endémiques :
- Calendula suffruticosa ;
- Cyperus papyrus ;
- Helichrysum hyblaeum ;
- Helichrysum scandens ;
- Limonium syracusanum ;
- Myosotis humilis ;
- Trachelium lanceolatum ;
- Urtica rupestris ;
- Zelkova sicula (espèce en danger critique d'extinction[1]).

## Histoire

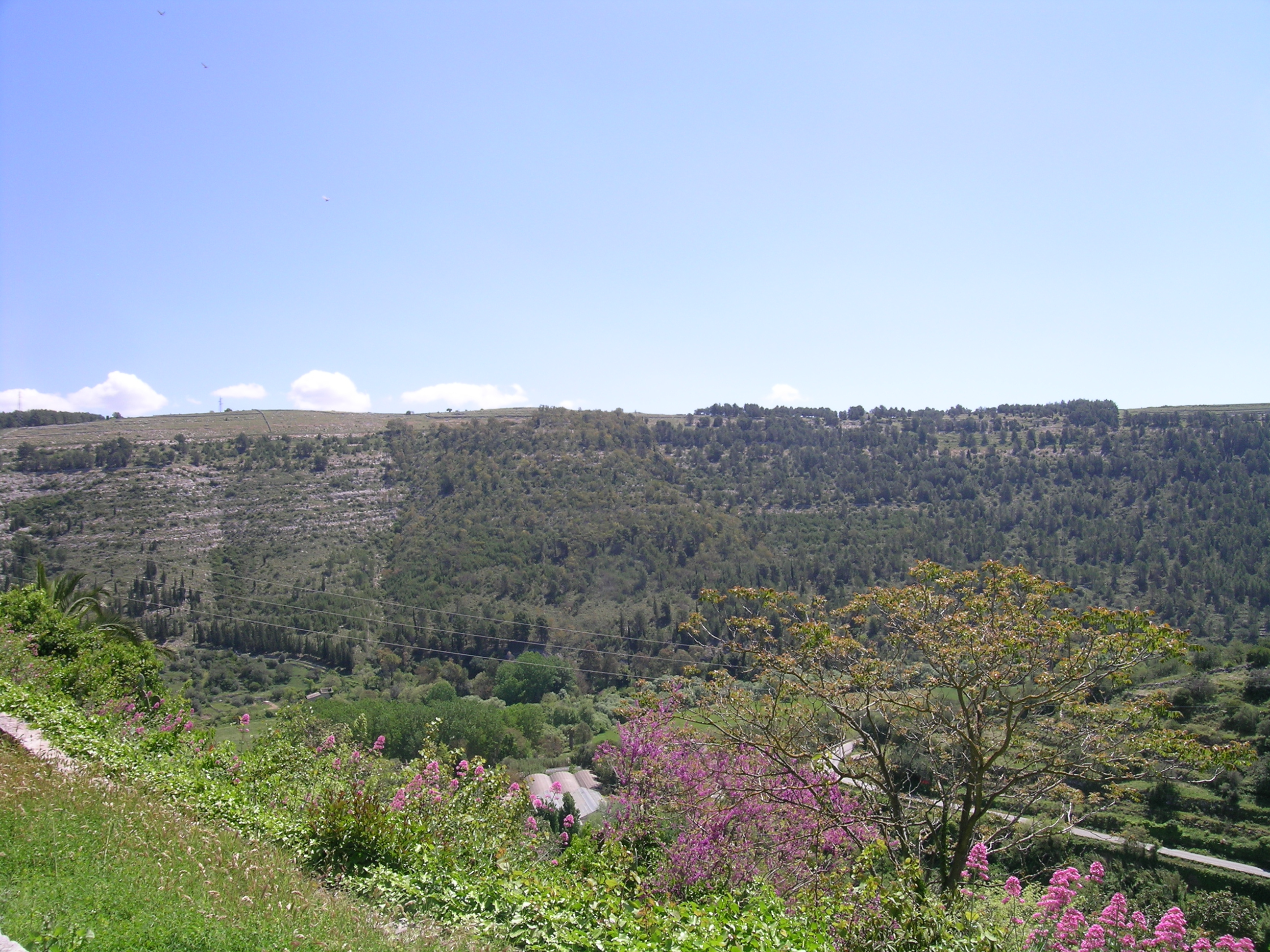
Vue des monts Hybléens depuis le Jardin hybléen, à Raguse.

Les monts Hybléens sont fréquentés dès la Préhistoire. Durant le Néolithique et le Chalcolithique, les gisements de silex sont exploités sous forme de mines, réutilisées pour certaines comme sépultures durant les mêmes périodes,. Durant l'âge du bronze, les collines de la zone de Pantalica sont creusées de milliers de tombes.

## Agriculture
La culture du caroubier est typique de cette zone. On y cultive également l'olivier, et l'amandier. Le système de champs fermés permet de plus la culture du blé, du maïs (comme fourrage) et fruits et légumes primeurs en général.